# Gisa Picková-Saudková
Gisa Picková-Saudková v matrice Gisela (21. února 1883 Kolín – prosinec 1943 Brzezinka, Polsko) byla česká židovská spisovatelka, překladatelka a publicistka.

## Životopis
Rodiče Gisy byli Wilhelm Saudek (1846–1932) a Rosa Saudková-Jamnítzová (1842–1922). Sourozenci: Ignaz Saudek (1875–1930) lékař, Bertha Saudková (31. 3. 1877), Laura Singerová-Saudková (1878–1965), Robert Saudek (1880–1935) významný český grafolog a spisovatel, Paul Saudek (9. 1. 1882) a Martha Bauerová-Saudková (20. 5. 1885).
Gisa Picková-Saudková navštěvovala měšťanskou školu v Kolíně, později studovala v Praze. Roku 1911 se vdala za Richarda Picka – zvěrolékaře a šla za ním do Jaroměřic nad Rokytnou. Zde se setkávala s mnoha významnými osobnostmi československé kultury, např. s Otokarem Březinou, Františkem Xaverem Šaldou, Arne Laurinem, Jaroslavem Kvapilem, Otokarem Fischerem. Byla také společensky činná, působila v místním Sokole a pořádala literárně poznávací akce. Byla členkou Národní demokracie a tajemnicí místní organizace. 11. dubna 1912 se manželům narodila dcera Jiřina, 22. listopadu 1916 syn Pavel.
Po smrti manžela 31. 1. 1925 se s dětmi odstěhovala ke své sestře Martě do Kolína. Gisa v roce 1928 vyhrála Grabowskiho cenu za svou hru Za denním chlebem. V roce 1929 vydala Hovory s Otokarem Březinou. U sestry bydlela až do roku 1942, kdy musela s dalšími kolínskými židy nastoupit na transport do Terezína. Z terezínského ghetta byla v prosinci roku 1943 deportovaná společně se synem Pavlem do vyhlazovacího tábora Auschwitz-Birkenau.
Gisa Saudková se také věnovala publicistické tvorbě. V Jaroměřicích přispívala do Župníku věstníku sokolského a do třebíčského Demokrata. Mezi další periodika patřil Kmen, Lidové noviny, znojemský Moravský list, přerovské Národní noviny a moravskobudějovické Naše noviny. Od roku 1906 přispívala do Ženské revue, Ženských listů a Ženského světa. Po návratu do Kolína spolupracovala s Polabskou stráží, Národním osvobozením, Rozpravami Aventina a Tvorbou. Přispívala i do Prager Presse.

## Dílo

### Próza
- Deník židovské dívky (1897–1910) – rukopis
- Hovory s Otokarem Březinou – Praha: Mánes: 1929

### Divadelní hry
- Pan okresní školní inspektor Marhold – rukopis
- Za denním chlebem: vesnické drama o třech dějstvích – 1928
- Pane šéf – rukopis
- Ve starobním útulku – rukopis

### Překlady
- Milenky: povídky – Růžena Svobodová; překlad do němčiny. 1909
- Království boží: román – Jérome a Jean Tharaudové; [z francouzštiny], Praha: Otakar Štorch-Marien, 1924